# Macrostomum
Macrostomum  là một chi giun dẹp (Platyhelminthes) với phân bố trên toàn thế giới, với trên 100 loài đã được mô tả. Chúng là những loài giun dẹp lưỡng tính, sống tự do có kích thước nhỏ, với các loài lớn chỉ đạt khoảng 5 mm (ví dụ như Macrostomum tuba). Chúng thường là trong suốt, với những loài nhỏ hơn dường như là tròn hơn là dẹp.

## Sinh thái học
Macrostomum sinh sống trong các môi trường thủy sinh hoặc ẩm ướt khác nhau. Các loài sống trong môi trường biển và nước lợ thường ở kẽ hở (sống trong không gian giữa các hạt trầm tích), trong khi các loài nước ngọt cũng thường xuyên được tìm thấy là gắn với thực vật thủy sinh. Nhiều loài trong chi này ăn tảo đơn bào như tảo cát, những loài khác ăn động vật phù du hoặc sinh vật đáy không xương sống nhỏ hơn.

## Các loài
Chi này bao gồm loài Macrostomum lignano, một sinh vật mô hình mới cho các nghiên cứu trong các lĩnh vực khác nhau của sinh học, bao gồm sinh học phát triển, tái sinh, tế bào thân, lão hóa, độc chất học, bộ gen học và tiến hóa